# Meliboeus anticerugosus
Meliboeus anticerugosus es una especie de escarabajo barrenador metálico del género Meliboeus, familia Buprestidae, orden Coleoptera.

## Taxonomía
Fue descrita por Obenberger en 1944 y publicada en Obenberger J. De duabus Chinae generis Meliboeus speciebus novis (Col. Bupr.). Dva nové ?ínské druhy rodu Meliboeus H. Deyr. (Col. Bupr.). Acta Entomologica Musaei Nationalis Pragae 21-22(1943-44):304-305. (1944).